# Saint-Nicolas-de-Bourgueil

Saint-Nicolas-de-Bourgueil este o comună în departamentul Indre-et-Loire, Franța. În 1 ianuarie 2022 avea o populație de 1.118 de locuitori.